# Polygala patagonica
Polygala patagonica är en jungfrulinsväxtart som beskrevs av Rodolfo Amando Philippi. Polygala patagonica ingår i släktet jungfrulinssläktet, och familjen jungfrulinsväxter. Inga underarter finns listade i Catalogue of Life.